# Alessandro Tiarini

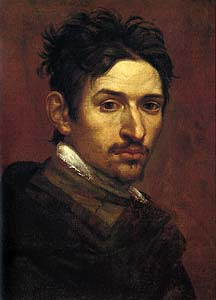
Alessandro Tiarini Zelfportret, Galleria Savelli Bolonga.

Alessandro Tiarini (Bologna, 20 maart 1577 – aldaar, 7 februari 1668) was een Italiaanse kunstschilder en tekenaar uit de barok-periode, die voornamelijk actief was in Bologna.

## Biografie
Alessandro was een zoon van Giovanni Tiarini en Cristina Marsili. Volgens de wettelijke inventaris die werd opgesteld na zijn dood zou hij gestorven zijn op de leeftijd van vierennegentig jaar en zou hij dus geboren zijn in 1574. De datum van 20 maart 1577 zou dan zijn doopdatum zijn.  Hij was het petekind van de schilder Lavinia Fontana, dochter van de schilder Prospero Fontana, bij wie hij later in de leer ging.Toen Prospero Fontana stierf in 1597, poogde hij aan te sluiten bij de leerlingen van Ludovico Carracci, maar zonder succes. Hij was wel welkom in het atelier van Bartolomeo Cesi, waar hij zijn opleiding verder zette.

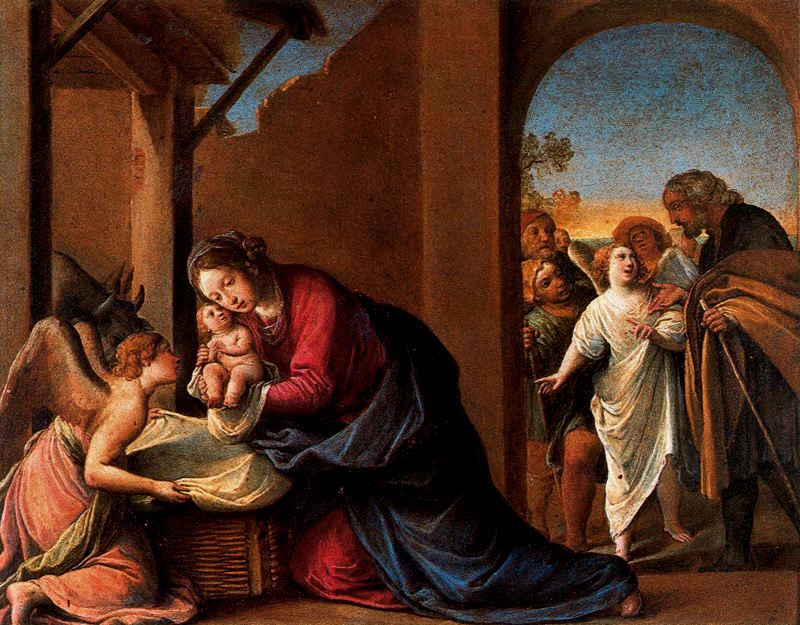
Geboorte, Uffizi, Florence

## Verblijf in Florence

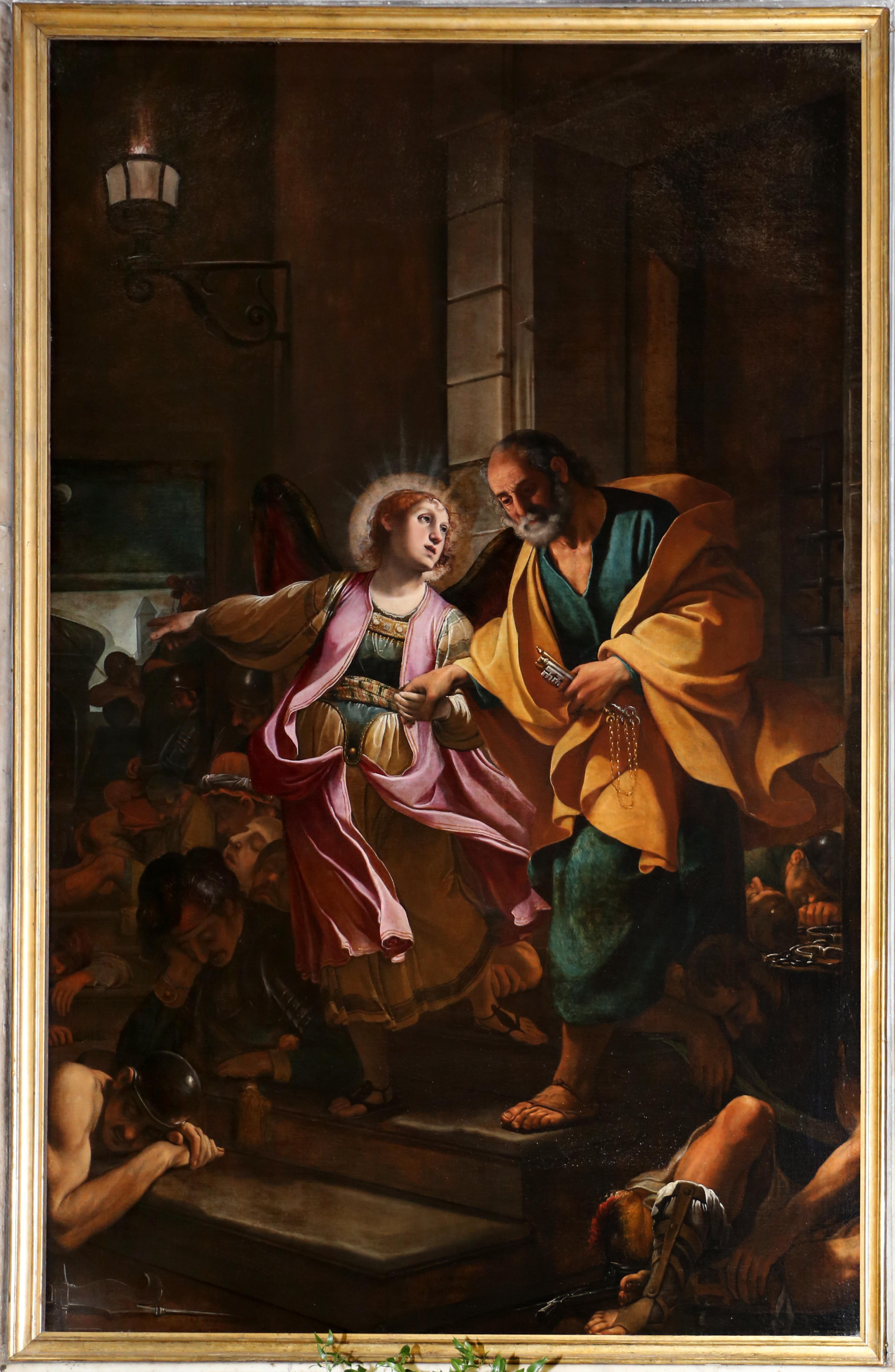
Petrus door een engel bevrijd uit de kerker, 1605-06, Santi Stefano e Nicolao, Pescia

In 1599 trok hij naar Florence, waarschijnlijk om vervolging te vermijden vanwege betrokkenheid bij een zeer gewelddadige vechtpartij. Hij zou er zeven jaar gebleven zijn. Waarschijnlijk werd zijn keuze voor Florence vooral ingegeven door de sterke concurrentie met de school van Ludovico Carracci in Bologna. Hij schreef zich in aan de Accademia del disegno van Florence op 23 februari 1599 en betaalde zijn contributie van 1601 tot 1606 met uitzondering van 1603. In Florence werkte hij eerst samen met Domenico Cresti of Il Passignano en later met Bernardino Poccetti. Hij produceerde een belangrijk aantal werken in die periode, voornamelijk altaarstukken. Het eerste dat hij zelfstandig uitvoerde was waarschijnlijk de Aartsengel Michaël die de opstandige engelen versloeg voor de Pieve di San Lorenzo in Colle di Buggiano waarin we de stijl van Il Passignano terugvinden. Hij schilderde ook fresco’s voor de San Marco van Florence tussen 1602 en 1604. Daarnaast schilderde hij werken voor diverse kerken in Toscane waaronder: de Marteldood van de heilige Laurentius voor de kerk van Sant’Andrea a Montecarlo in Lucca; Petrus door een engel bevrijd uit de kerker in de kerk van de Santi Stefano e Nicolao in Pescia; Brigida in gebed bekoord door de duivel, Brigida die een novice ontvangt en een Mirakel bij het graf van de heilige Brigida voor de San Frediano te Pisa. Hij bleef ondertussen ook werken schilderen voor Bolognese opdrachtgevers. In 1607 werd hij door Ludovico Carracci gevraagd om terug te keren naar Bologna om de groep van lokale schilders te versterken.

## Terug naar Bologna

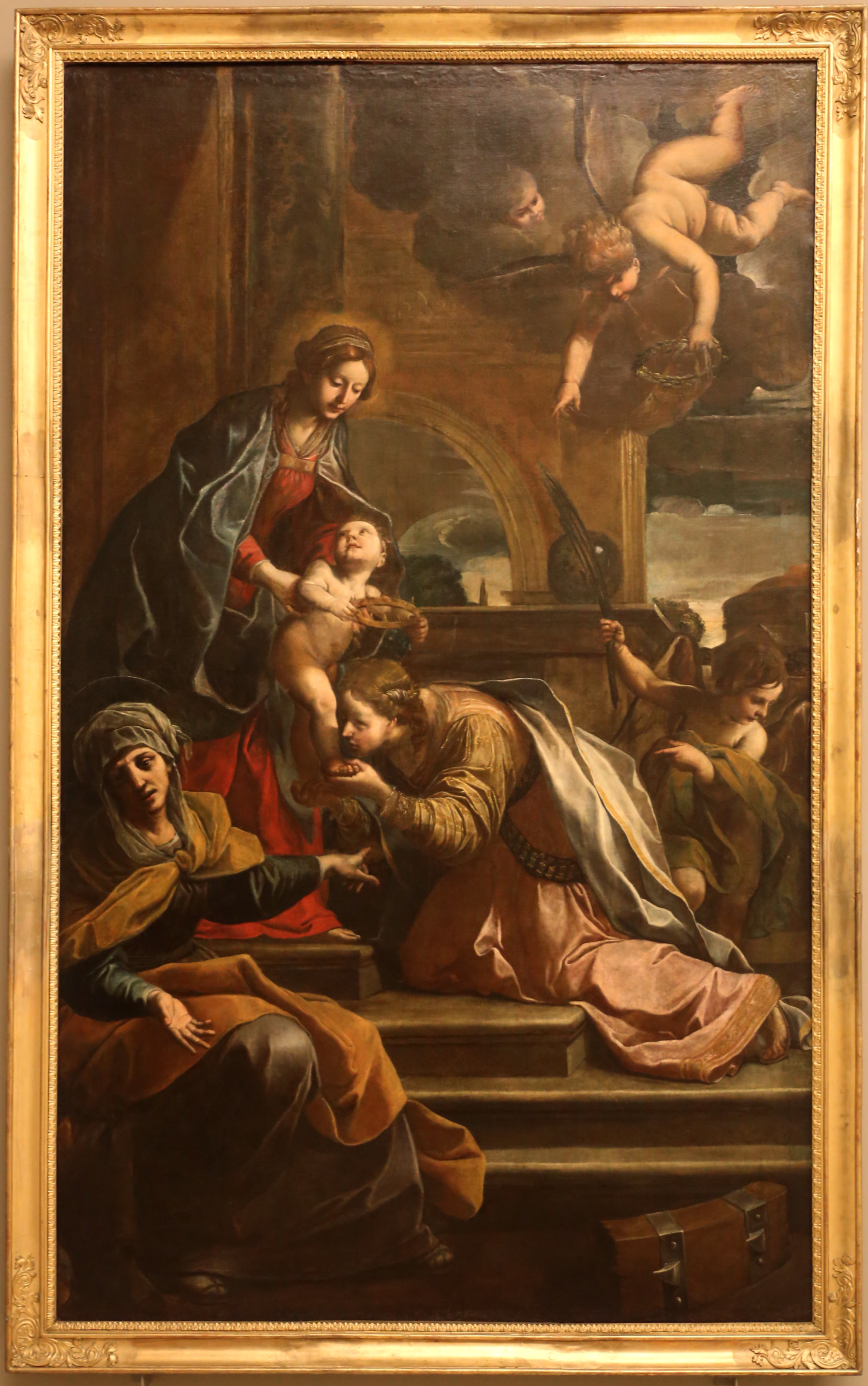
Het mystieke huwelijk van Catharina van Alexandrië, 1630-33, Palazzo dei Musei, Modena

Hij keerde eind 1611 of begin 1612 terug naar Bologna, waar hij op 6 februari 1612 in het huwelijk trad met Caterina Musi Bargellini. Ze hadden minstens tien kinderen.
Tijdens het tweede decennium van de zeventiende eeuw kreeg Tiarini talrijke opdrachten voor prestigieuze projecten in Bolognese kerken. Uit documenten weten we dat hij op 21 maart 1618 deel uit maakte van het Consiglio della Congregazione dei pittori di Bologna, samen met Ludovico Carracci, Guido Reni, Bartolomeo Cesi, Lucio Massari, Francesco Brizzi en Giacomo Cavedoni.

## Reggio Emilia en elders
In juni 1618 kreeg hij een opdracht van de erfgenamen van gravin Camilla Ruggeri Brami voor de decoratie van een kapel in de Basilica della Madonna della Ghiara in Reggio Emilia. Dit was de start van een vruchtbare periode in die stad. Op 12 december van datzelfde jaar kreeg hij de opdracht voor de decoratie van de westelijke vleugel van de kerk. Nadien werkte hij verder aan de Brami-kapel die hij opleverde op 25 november 1619. Hij zou tot 1626 in Reggio blijven. Tussen 1620 en 1624 bekleedde hij een belangrijke functie bij de Compagnia dei pittori a Bologna. Ook in het begin van de jaren twintig pendelde hij tussen Bologna en Reggio en voerde hij verschillende publieke opdrachten uit in de regio. Begin 1626 werd de schilder ziek, hij herstelde in het klooster van de Servieten van Maria, waar hij in de kapel een Antonius van Egypte schilderde. Tussen eind 1626 en begin 1627 was de meester in Modena met zijn leerling Luca Ferrari om het portret van prins Francesco te schilderen in opdracht van Alfonso III d'Este. Hij werkte daarna in Parma voor Margherita de 'Medici Farnese en in Cremona. In 1628-1629 hervatte hij de werken aan de Basilica della Madonna della Ghiara in Reggio Emilia, die hij voltooide in juni 1630. En in de jaren 40 werkte hij mee aan de versiering van het portiek van de San Francesco in Bologna. Ook in de jaren 50 was de meester nog zeer productief en voltooide hij nog een aantal authentieke meesterwerken. De catalogus van zijn werken telt ongeveer tweehonderd items.
In 1658 verkochten de monniken van San Procolo in Bologna hem de kapel van de Heilige Maagd, gelegen onder het orgel. Hier wou hij zijn familiekapel inrichten. Op 12 mei van hetzelfde jaar stierf zijn zoon Francesco die als eerste werd bijgezet in het familiegraf. Zelf stierf hij op 7 februari 1668 en werd eveneens begraven in de San Procolo.

## Web links
- Alessandro Tiarini op Artcyclopedia.
- Alessandro Tiarini op Web Gallery of Art

- Biblioteca Nacional de España: XX4679472
- Bibliothèque nationale de France: cb14457010f (data)
- Gemeinsame Normdatei: 123011922
- International Standard Name Identifier: 0000 0000 6631 3182
- KulturNav: dcf863bc-5ef0-4894-90d2-e2cc27346f7f
- Library of Congress Control Number: nr2001009386
- Nationale Bibliotheek van Tsjechië: xx0226157
- Nationale Bibliotheek van Israël: 987007460291005171
- RKD-Nederlands Instituut voor Kunstgeschiedenis: 77384
- Istituto Centrale per il Catalogo Unico: BVEV059758
- Système universitaire de documentation: 061164844
- Union List of Artist Names: 500015327
- Virtual International Authority File: 47658559
- WorldCat: E39PBJqk7GpQ6CHXKGpYTbWJjC